# Podlaska Wytwórnia Samolotów

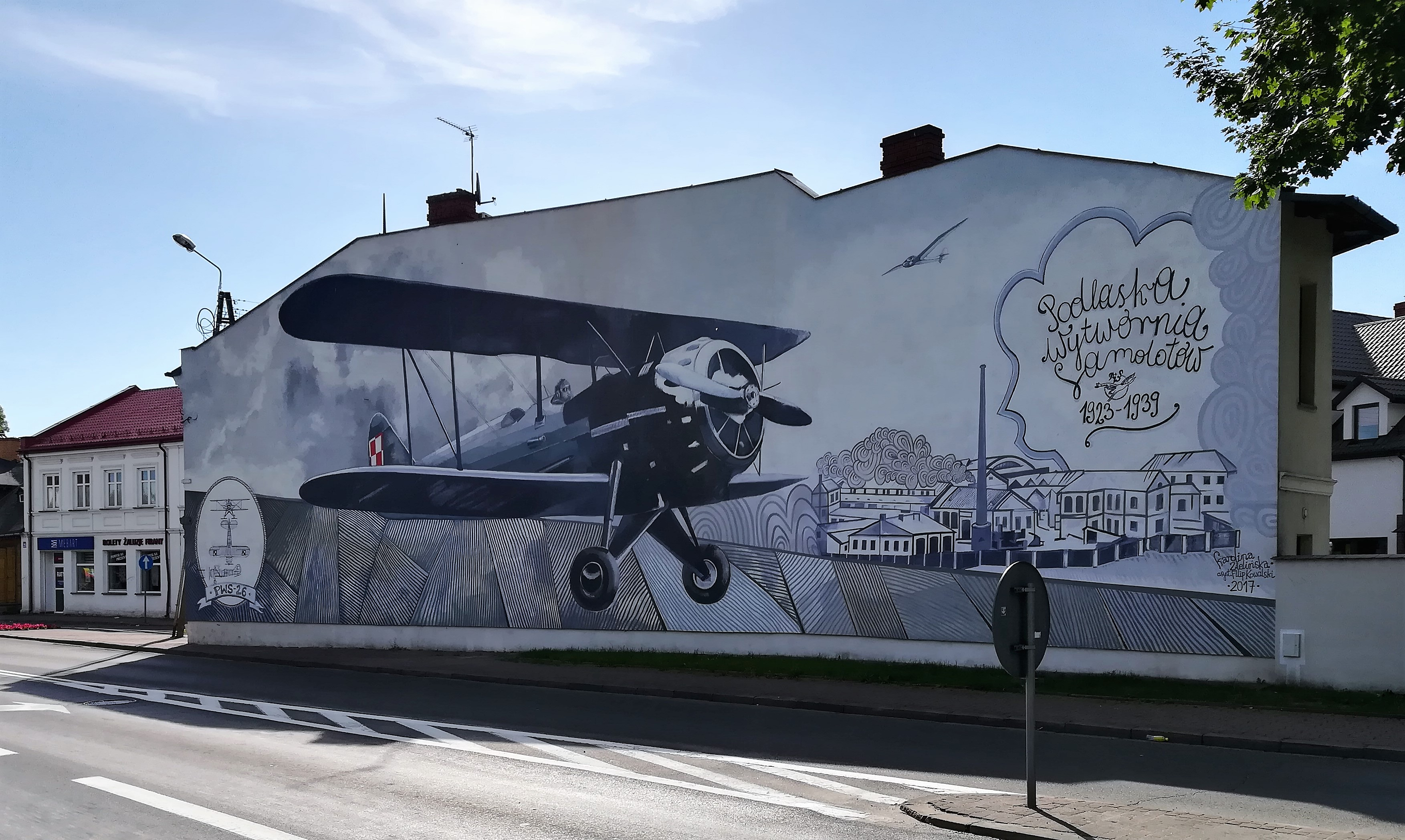
Mural autorstwa Karoliny Zielińskiej w Białej Podlaskiej upamiętniający działalność wytwórni na budynku przy ul. Narutowicza 8

Podlaska Wytwórnia Samolotów (PWS) – wytwórnia lotnicza powstała w Białej Podlaskiej 27 listopada 1923 roku z inicjatywy m.in. Stanisława Różyczki de Rosenwerth i inż. Witolda Rumbowicza jako spółka z o.o.

## Historia
Baron Stanisław Rużyczka de Rosenwerth w 1923 r. zainicjował powstanie wytwórni lotniczej na terenie jego browaru i fabryki narzędzi rolniczych. Były to tereny położone korzystnie  w pobliżu dwora kolejowego i terenu dającego zaadaptować się jako pole wzlotów. Do współpracy pozyskał inż. Witolda Rumbowicza, prof. Antoniego Ponikowskiego oraz prof. Czesława Witoszyńskiego. 
9 listopada 1923 roku przyjęto statut, 27 listopada spółka została zarejestrowana w Sądzie Okręgowym w Warszawie. 8 kwietnia 1924 r. spółka zawarła umowę z Departamentem Żeglugi Powietrznej Ministerstwa Spraw Wojskowych na budowę 50 samolotów Potez XV A2 z opcją zwiększenia zamówienia do 110 płatowców. W trakcie realizacji zamówienia ilość maszyn ograniczono do 35 sztuk z uwagi na wprowadzenie do produkcji Poteza XXVII.
W 1924 roku została roku przekształcona w spółkę akcyjną. Produkcję uruchomiono we wrześniu 1924 roku. Zajmowała teren o powierzchni 31 ha (licząc z lotniskiem), ok. 15 000 m² warsztatów i zatrudniała w połowie 1925 roku 470 pracowników. Po utworzeniu podjęła licencyjną produkcję samolotów Potez XV. W 1925 r. zbudowano 35 egzemplarzy Poteza XV, w 1926 r. powstało 155 egzemplarzy samolotu Potez XXVII. Potez XXV był produkowany w latach 1927–1929, zbudowano ich 125 sztuk.
Stopniowo rozbudowano teren wytwórni, powstały budynki dyrekcji, biuro konstrukcyjne, stolarnia, warsztat mechaniczny, hala montażowa, magazyny, kotłownia, garaż i hotel. W 1925 r. utworzono Wydział Studium, zajmujący się budową nowych konstrukcji, którego kierownikiem został inż. Stanisław Cywiński. Głównymi konstruktorami byli: Stanisław Cywiński, Zbysław Ciołkosz, Aleksander Grzędzielski, August Bobek-Zdaniewski, Jarosław Naleszkiewicz i Antoni Uszacki. W 1929 r. PWS stała się pierwszą w Polsce wytwórnią dysponującą własnym tunelem aerodynamicznym o średnicy 120 cm. Stanowisko prezesa spółki pastował Stanisław Rużyczka de Rosenwerth, inż. Witold Rumbowicz pełnił funkcję dyrektora naczelnego, w 1928 r. zastąpił go inż. Jan Czerwiński. Dyrektorem technicznym był inż. Mieczysław Pęczalski, stanowisko kierownika działu przygotowania produkcji zajmował inż. Stanisław Cyma. PWS budowała także karoserie samochodowe na zamówienie. 
Pod koniec 1932 roku udziały wykupiło państwo i została upaństwowiona. W 1936 roku została podporządkowana Państwowym Zakładom Lotniczym. 
W latach 1931–1939 Podlaska Wytwórnia Samolotów wyprodukowała 1537 samolotów oraz kilkadziesiąt szybowców.
Prace przerwało bombardowanie przeprowadzone 4 września 1939 roku przez Luftwaffe, kiedy zniszczeniu uległo ok. 70% fabryki. 
Pozostałości zakładu zostały rozgrabione przez Związek Radziecki po wkroczeniu Armii Czerwonej.

## Konstrukcje Podlaskiej Wytwórni Samolotów
- PWS-A – samolot myśliwski
- PWS-1 – samolot myśliwski
- PWS-2 – samolot szkolno-bojowy
- PWS-3 – samolot obserwacyjny
- PWS-4 – samolot sportowy
- PWS-5t2 – samolot obserwacyjny
- PWS-6 – samolot obserwacyjny
- PWS-7 – samolot obserwacyjny
- PWS-8 – samolot sportowy
- PWS-10 – samolot myśliwski
- PWS-11 – samolot szkolno-myśliwski
- PWS-12 – samolot szkolno-treningowy
- PWS-13 – samolot szkolno-myśliwski
- PWS-14 – samolot szkolno-treningowy
- PWS-15 – samolot myśliwski
- PWS-16 – samolot szkolno-treningowy
- PWS-18 – samolot szkolno-treningowy
- PWS-19 – samolot rozpoznawczo-bombardujący
- PWS-20 – samolot pasażerski
- PWS-21 – samolot pasażerski
- PWS-22 – samolot bombowy
- PWS-23 – samolot bombowy
- PWS-24 – samolot pasażerski
- PWS-26 – samolot szkolno-treningowy
- PWS-27 – samolot szkolno-treningowy
- PWS-28 – samolot szkolno-treningowy
- PWS-33 Wyżeł – samolot szkolno-treningowy
- PWS-35 Ogar – samolot szkolno-akrobacyjny
- PWS-36 – samolot sportowy
- PWS-40 Junak – samolot szkolno-treningowy
- PWS-41 – samolot szkolno-treningowy
- PWS-42 – samolot myśliwski
- PWS-50 – samolot sportowy
- PWS-52 – samolot sportowy
- PWS-54 – samolot pasażerski
- PWS-101 – szybowiec wyczynowy
- PWS-102 Rekin – szybowiec wyczynowy